# 莫施海姆 (韦斯特林山县)
莫施海姆是德国莱茵兰-普法尔茨州韦斯特林山县的一个市镇。总面积3.44平方公里，总人口753人，其中男性380人，女性373人（2011年12月31日），人口密度219人/平方公里。